# 9 (phim 2002)
9 là một bộ phim tội phạm Thổ Nhĩ Kỳ năm 2002 của đạo diễn Ümit Ünal.

## Diễn viên
- Ali Poyrazoğlu [tr] - Firuz
- Cezmi Baskın - Salim
- Serra Yılmaz - Saliha
- Fikret Kuşkan - Tunç
- Ozan Güven - Kaya
- Esin Pervane [tr] - Kirpi (Spiky)